# Chiesa di San Lorenzo Martire (Sonico, capoluogo)
La chiesa di San Lorenzo Martire è la parrocchiale di Sonico, in provincia e diocesi di Brescia; fa parte della zona pastorale dell'Alta Val Camonica.

## Storia
La prima citazione di una chiesa dedicata a san Lorenzo a Sonico risale al 1419; nel 1459 questa chiesa fu dotata del fronte battesimale, prima collocato nella chiesa di Sant'Andrea.
Nel Catalogo queriniano del 1532 si legge che la già citata chiesa di Sant'Andrea svolgeva, almeno nominalmente, le funzioni di parrocchiale, che il curato opera tale pre' Lorenzo di Sonico e che il beneficio ammontava a 40 ducati.
La nuova chiesa di San Lorenzo, in cui fu poi trasferita la parrocchialità, venne costruita nel XVI secolo.
Nel 1580 l'arcivescovo di Milano Carlo Borromeo, compiendo la sua visita, trovò che i fedeli erano circa un migliaio, che la parrocchiale di San Lorenzo, in cui erano situati tre altari, aveva come filiali le chiese di Sant'Andrea, di San Godeardo, di Santa Maria e di Sant'Antonio.
Nel XVII secolo la struttura venne ampliata; dalla relazione della visita pastorale del 1702 del vescovo Daniele Marco Dolfin s'apprende che il reddito era pari a 140 scudi, che a servizio della cura d'anime c'erano il parroco e un altro sacerdote e che nella parrocchiale, dipendenti dalla quale erano le chiese di Sant'Andrea Apostolo e della Beata Vergine Maria e gli oratori di San Gottardo e di San Giuseppe, erano collocato tre altari e avevano sede le scuole del Santissimo Sacramento e del Santissimo Rosario.
Già inserita nella vicaria di Edolo, il 14 aprile 1989 la chiesa, come stabilito dal Direttorio diocesano per le zone pastorali, entrò a far parte della zona pastorale dell'Alta Val Camonica.

## Descrizione

### Esterno
La facciata della chiesa, a capanna, è suddivisa in due registri, entrambi tripartiti da lesene; l'ordine superiore è caratterizzato dal portale d'ingresso, mentre quello superiore, la cui parte centrale è coronata dal timpano mistilineo, affiancato da acroteri.

### Interno
L'interno dell'edificio, abbellito da rilievi e da dipinti, è costituito da un'unica navata, sulla quale si affacciano le cappelle laterali e le cui pareti sono scandite da lesene sorreggenti il cornicione sopra il quale s'imposta la volta a botte caratterizzata da lunette.
Opere di pregio qui conservate sono la pala ritraente Caino ed Abele, forse eseguita da Palma il Giovane, la statua con soggetto il Martirio di San Lorenzo, intagliata dal Picini, e la tela raffigurante i Santi Carlo e Rocco, realizzata da Gerolamo Troiano nel 1640.